# کارلو برناری
کارلو برناری (ایتالیایی: Carlo Bernari)؛ ۱۳ اکتبر ۱۹۰۹ – ۲۲ اکتبر ۱۹۹۲) یک فیلم‌نامه‌نویس اهل ایتالیا بود. وی برنده جایزه ویارجو (۱۹۵۰) شده است